# The Death of You and Me
«The Death of You and Me» — пісня англійської рок-групи Noel Gallagher's High Flying Birds. Була випущена як перший сингл з дебютного альбому гурту 19 серпня 2011 року. 28 серпня 2011 року пісня дебютувала на 15 сходинці UK Singles Chart.

## Історія створення
Чутки про те, що «The Death of You and Me» — назва першого синглу з нового альбому Ноеля Галлахера почали з'являтися з червня 2011 року. Цього ж місяця було офіційно підтверджено, що пісня буде випущена 21 серпня 2011 року на лейблі Sour Mash Records, який належить співакові.
На стороні Б — пісня «The Good Rebel». На питання журналістів, чи пов'язаний зміст пісні з відносинами між ним та його братом, Ліамом, музикант відповів, що натхненням для написання пісні для нього стала приказка «If we don't leave this place, it'll be the death of you and me» (укр. Якщо ми не залишимо це місце, це стане смертю для тебе і мене). Також він додав, що пісня куди більш романтична, ніж його стосунки з братом та те, що ця пісня про людей, котрі вириваються зі свого оточення, весело проводять час та живуть довго і щасливо.
Зйомки кліпу проходили у Лос-Анджелесі, Каліфорнія. Він стало доступним для перегляду у Великій Британії 25 липня 2011 року. Цікавим фактом є те, що сюжет цього відеокліпу продовжується у іншому кліпі музиканта — «AKA... What a Life!».

## Список композиций
Автор музики і слів Ноел Галлахер. 
| Сингл, грамофонна платівка | Сингл, грамофонна платівка | Сингл, грамофонна платівка |
| #                          | Назва                      | Тривалість                 |
| -------------------------- | -------------------------- | -------------------------- |
| 1.                         | «The Death of You and Me»  | 3.36                       |
| 2.                         | «The Good Rebel»           | 4.20                       |

| Цифрове завантаження | Цифрове завантаження                      | Цифрове завантаження |
| #                    | Назва                                     | Тривалість           |
| -------------------- | ----------------------------------------- | -------------------- |
| 3.                   | «The Death of You and Me» (музичне відео) | 4:01                 |

## Позиції в хіт-парадах
| Чарт(2011)                                | Найвища позиція |
| ----------------------------------------- | --------------- |
| Бельгія (Ultratip Flanders)               | 15              |
| Бельгія (Ultratip Wallonia)               | 24              |
| Ірландія (IRMA)                           | 35              |
| Польща (Polish Singles Chart)             | 43              |
| Шотландія (The Official Charts Company)   | 10              |
| Велика Британія (UK Indie Chart)          | 10              |
| Велика Британія (Official Charts Company) | 15              |